# Fun Home
Vous lisez un « bon article » labellisé en 2010.
Fun Home (sous-titré « Une tragicomédie familiale », en anglais Fun Home : A Family Tragicomic) est une bande dessinée autobiographique d'Alison Bechdel, parue en 2006.
L'autrice y raconte son enfance dans les régions rurales de Pennsylvanie aux États-Unis, en mettant l'accent sur sa relation complexe avec son père. Le livre aborde des thèmes très différents comme l'orientation sexuelle, les rôles des deux sexes, le suicide, les conflits familiaux ainsi que la prise des responsabilités et la compréhension de soi-même. L'écriture et l'illustration de Fun Home ont pris sept ans, en partie à cause de la démarche artistique laborieuse qu'a adoptée Alison Bechdel pour ses dessins. L'autrice se photographiait en effet dans plusieurs postures différentes, ce qui demandait beaucoup de temps,.
Fun Home est un succès à la fois public et critique, il a d'ailleurs été publié deux semaines durant sur le The New York Times Book Review. Dans la revue du New York Times, Sean Wilsey a qualifié le travail de l'autrice de « remarquable, puisqu'elle a réussi à associer deux genres totalement différents (la bande dessinée et l'autobiographie) et les a amenés dans de nouvelles directions. ». Plusieurs journaux ont défini Fun Home comme l'un des meilleurs livres de l'année 2006, il a même été inclus dans la liste des meilleurs livres des années 2000. Le livre a également été nommé pour plusieurs prix : celui du National Book Critics Award et pour trois prix Eisner,. Une traduction française de Fun Home a été réalisée et publiée en feuilleton dans le quotidien Libération. Le livre a fait partie de la sélection officielle du Festival d'Angoulême et a également fait l'objet d'une conférence universitaire en France,,.
Fun Home a été présenté dans de nombreuses académies, plus particulièrement dans celles spécialisées dans des domaines réservés aux études biographiques et culturelles, dans le but de sortir les étudiants du contexte sérieux de l'université et de les intéresser à l'étude des bandes dessinées,.
Fun Home a également suscité la polémique ; en effet, une bibliothèque publique du Missouri a retiré l'œuvre d'Alison Bechdel de ses rayons pendant cinq mois après que la population locale se fut opposée à son contenu.

## Résumé et thématiques

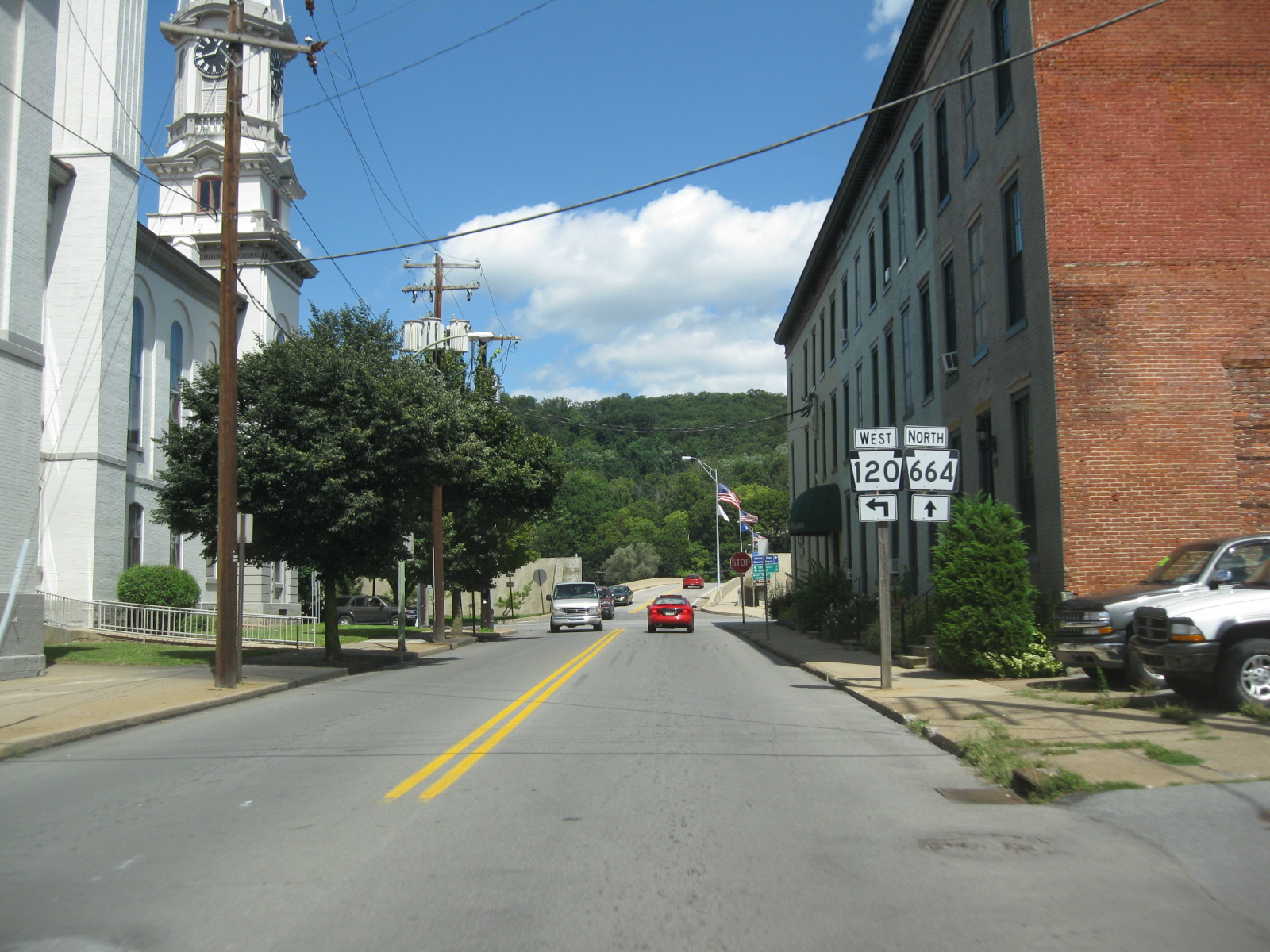
Lock Haven, en Pennsylvanie, est la ville où Alison Bechdel a passé toute son enfance avec ses parents et ses frères et sœurs.

Fun Home est un roman graphique, dont le récit est non-linéaire et récursif ; les incidents sont en effet répétés et re-répétés à la lumière de nouvelles informations ou de nouveaux thèmes. Alison Bechdel dit que son histoire va dans tous les sens, comme un labyrinthe et, si « On peut se perdre dans les répétitions [mais] on finit toujours par arriver au centre de l'histoire. ». Dans un article sur l'âge de la mémoire dans la revue scientifique Journal of the Modern Language Association of America, Nancy K. Miller explique que Bechdel revisite des scènes et des thèmes de sa vie et qu'ainsi « elle ressasse des souvenirs dont la force d'attachement génère toute la structure de sa mémoire. ». En outre, cette structure se tisse à travers des allusions à diverses œuvres de la littérature, de la mythologie grecque et des arts visuels ; les événements de la vie familiale d'Alison Bechdel, pendant son enfance et son adolescence, sont présentés à travers ce prisme allusif. Nancy K. Miller affirme également que les récits des textes de référence en littérature « fournissent des indices, à la fois vrais et faux, sur les mystères des relations familiales ».
Les principaux souvenirs d'Alison Bechdel concernent en effet sa famille, mais l'autrice accorde une attention particulière à sa relation avec son père, Bruce Bechdel. Celui-ci était directeur de services funéraires et professeur d'anglais à l'école de Beech Creek, où Alison et ses frères et sœurs ont grandi. Le titre du livre vient du surnom de la riche famille au sein de laquelle Bruce Bechdel a grandi. Il a ensuite travaillé dans les pompes funèbres, à tel point que la famille était surnommée funeral home. Ces deux professions se retrouvent dans Fun Home à travers les deux thèmes récurrents de la mort et de la littérature.
D'autre part, l'obsession de Bruce Bechdel à restaurer sa maison, à lui redonner une architecture victorienne, parsème la bande dessinée. Cet objectif qu'il s'est fixé est lié à son éloignement affectif avec sa famille, qu'il exprime par sa froideur et ses sautes d'humeurs occasionnelles de rage violente,. Cette distance émotionnelle, à son tour, est liée à ses tendances homosexuelles. Bruce Bechdel a en effet des relations homosexuelles pendant son service à l'armée, avec ses élèves ainsi qu'avec certains de ses étudiants et également avec des amis de la famille et des babysitters. À l'âge de 44 ans, deux semaines après que sa femme eut demandé le divorce, il heurte un camion Sunbeam qui roulait en sens inverse et est tué sur le coup. Bien que les preuves soient équivoques, Alison Bechdel conclut que son père a voulu se suicider,.
L'histoire traite aussi de la propre lutte d'Alison Bechdel avec son identité sexuelle, aboutissant à la prise de conscience qu'elle est une lesbienne et qu'elle doit en faire accepter l'idée à ses parents,. Elle révèle ainsi à ses parents son homosexualité dans une lettre qui ne contient que l'assertion laconique « Je suis une lesbienne » (« I am a lesbian »). L'autobiographie examine ouvertement son développement sexuel, y compris ses théories infantiles. Des anecdotes sur la masturbation et sur les récits concernant ses premières expériences sexuelles parsèment la bande-dessinée. En plus de leur homosexualité commune, Alison et Bruce Bechdel ont tous deux des troubles obsessionnels compulsifs ainsi que les mêmes tendances et prédispositions artistiques, quoique avec certaines différences : « Je suis Sparte tandis que mon père est athénien, je préfère l'architecture moderne qu'à son époque victorienne. Je suis Butch-fem au lieu d'être Nelly, comme lui, et utilitaire au lieu d'être esthète ». Cette opposition a été une source de tension dans leur relation, chacun essayant toujours d'exprimer son mécontentement face à son sexe : « Non seulement nos sexes avaient été inversés mais en plus chacun essayait de cacher la sexualité de l'autre. Alors que je tentais de me consoler en tentant de trouver quelque chose de viril en lui, il tentait d'exprimer quelque chose de féminin à travers moi. Ce fut une guerre à contre-sens et ainsi vouée à un échec perpétuel ». Cependant, peu de temps avant la mort de Bruce Bechdel, lui et sa fille ont eu une conversation présentée comme une solution partielle à ce conflit.
À plusieurs reprises dans le livre, Alison Bechdel se pose la même question, à savoir si sa décision de révéler son homosexualité avait été une des raisons du suicide de son père,. Cette question n'a jamais eu de réponse définitive, mais Bechdel examine de près la relation entre la sexualité inavouée de son père et le fait qu'elle ait avoué son propre lesbianisme, révélant sa dette à son père,.

## Allusions

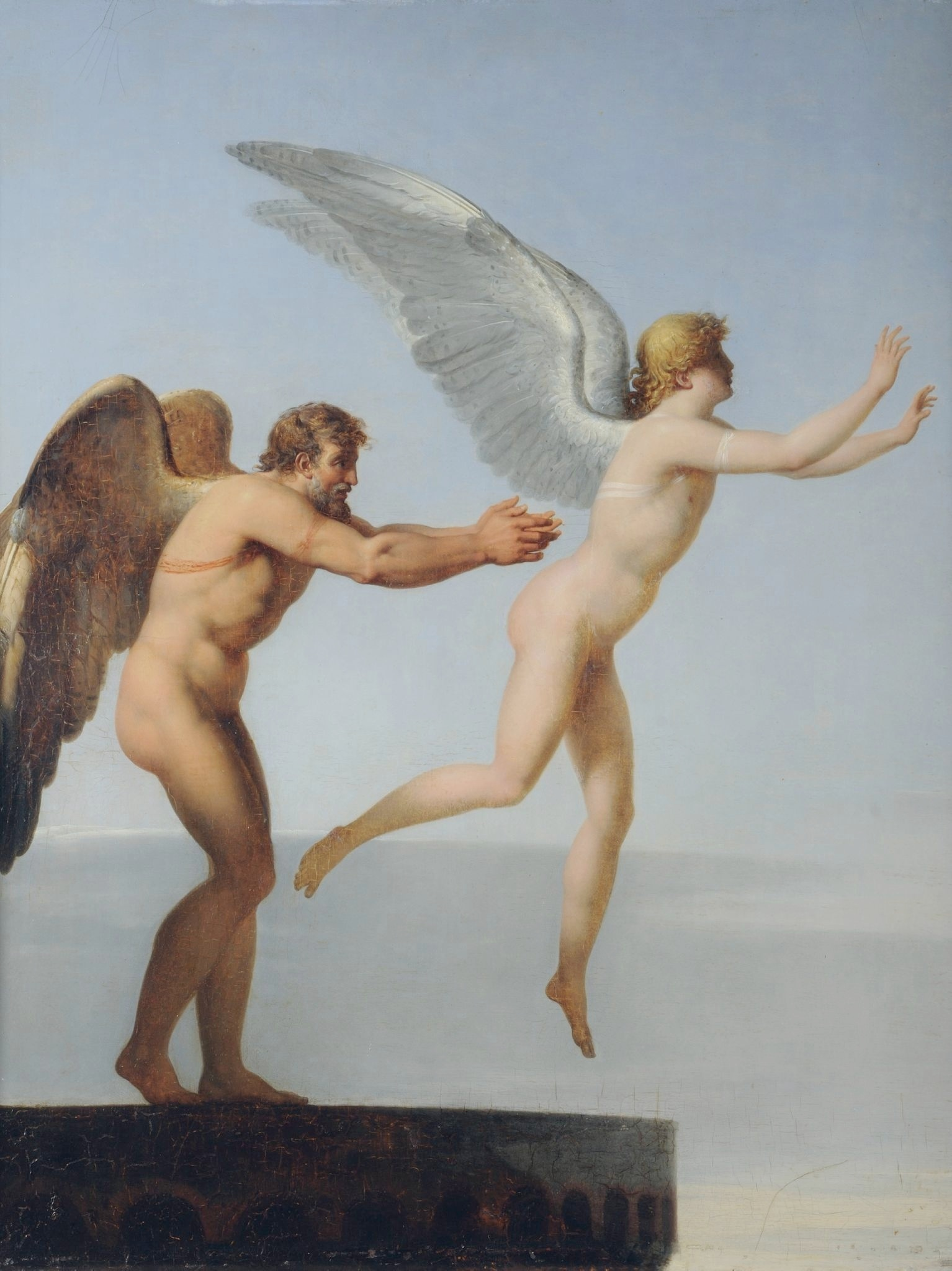
Dédale et Icare, par Charles Paul Landon (1799).

Les références allusives utilisées dans Fun Home ne sont pas seulement structurelles ou stylistiques : Alison Bechdel écrit : « J'emploie ces allusions non pas en tant que dispositif descriptif, mais parce que je vois la plupart du temps mes parents comme des personnages de fiction et non comme des êtres réels et peut-être que mon sens de l'écriture arrive aussi à transmettre le climat glacial qui régnait dans notre famille au lieu des comparaisons littéraires. ». Bechdel, la narratrice de l'histoire, considère sa relation avec son père à travers le mythe de Dédale et Icare. Comme un enfant, elle confond sa famille avec le néo-gothique de la maison de la Famille Addams à la manière des caricatures de Charles Addams. Le suicide de Bruce Bechdel est quant à lui associé aux romans d'Albert Camus, La Mort heureuse et Le Mythe de Sisyphe. Le travail méticuleux que son père réalise sur sa maison et sa grande connaissance culturelle sont comparés au personnage éponyme de Gatsby le Magnifique de F. Scott Fitzgerald et Alison indique aussi que Bruce Bechdel a sculpté les éléments de sa vie d'après celle de Fitzgerald, comme il est décrit dans la biographie de l'écrivain, The Far Side of Paradise. Son épouse, Helen, est comparée aux femmes des romans d'Henry James Washington Square et Portrait de femme. Helen Bechdel était une actrice amatrice, elle a d'ailleurs utilisé son talent de comédienne pour éclairer les aspects de son mariage. Cette dernière a rencontré Bruce Bechdel alors qu'ils passaient tous deux une audition, dans un collège, pour la pièce La Mégère apprivoisée, Alison Bechdel confie que c'était « un signe avant-coureur de leur futur mariage. ». Helen Bechdel a joué le rôle de Lady Bracknell dans une production locale de L'Importance d'être Constant ; Bruce Bechdel est donc comparé à Oscar Wilde. Son homosexualité est aussi examinée au travers de l'allusion au roman de Marcel Proust À la recherche du temps perdu. Les tendances artistiques et les troubles obsessionnels compulsifs du père et de la fille sont assimilés aux illustrations d'Ernest Howard Shepard dans le roman Le Vent dans les saules. On fait également allusion à l'échange des sexes de Bruce et d'Alison Bechdel comme dans l'autobiographie de Colette Le Paradis terrestre. Plus tard, dans ce qu'Alison Bechdel décrit comme « un geste éloquent et inconscient », elle espère devenir une copie de Kate Millett lorsqu'elle elle se décrit dans ses mémoires intitulés Flying. Enfin, Alison Bechdel se décrit comme étant Stephen Dedalus et son père comme étant Leopold Bloom, allusion aux personnages du roman Ulysse de James Joyce, avec des références parallèles au mythe de Télémaque et Ulysse.
Outre les allusions littéraires qui sont explicitement reconnues dans le texte, Bechdel intègre aussi des allusions visuelles à des programmes de télévision et autres éléments de la culture pop, qui apparaissent souvent sur un téléviseur, en arrière-plan ou bien sur un poster. Ces références visuelles incluent le film La vie est belle, Bert et Ernie de l'émission 1, rue Sésame, le Smiley, Yogi l'ours, Batman, Bip Bip et Coyote ainsi que la démission de Richard Nixon et la sitcom La Sœur volante,.

## Dessins

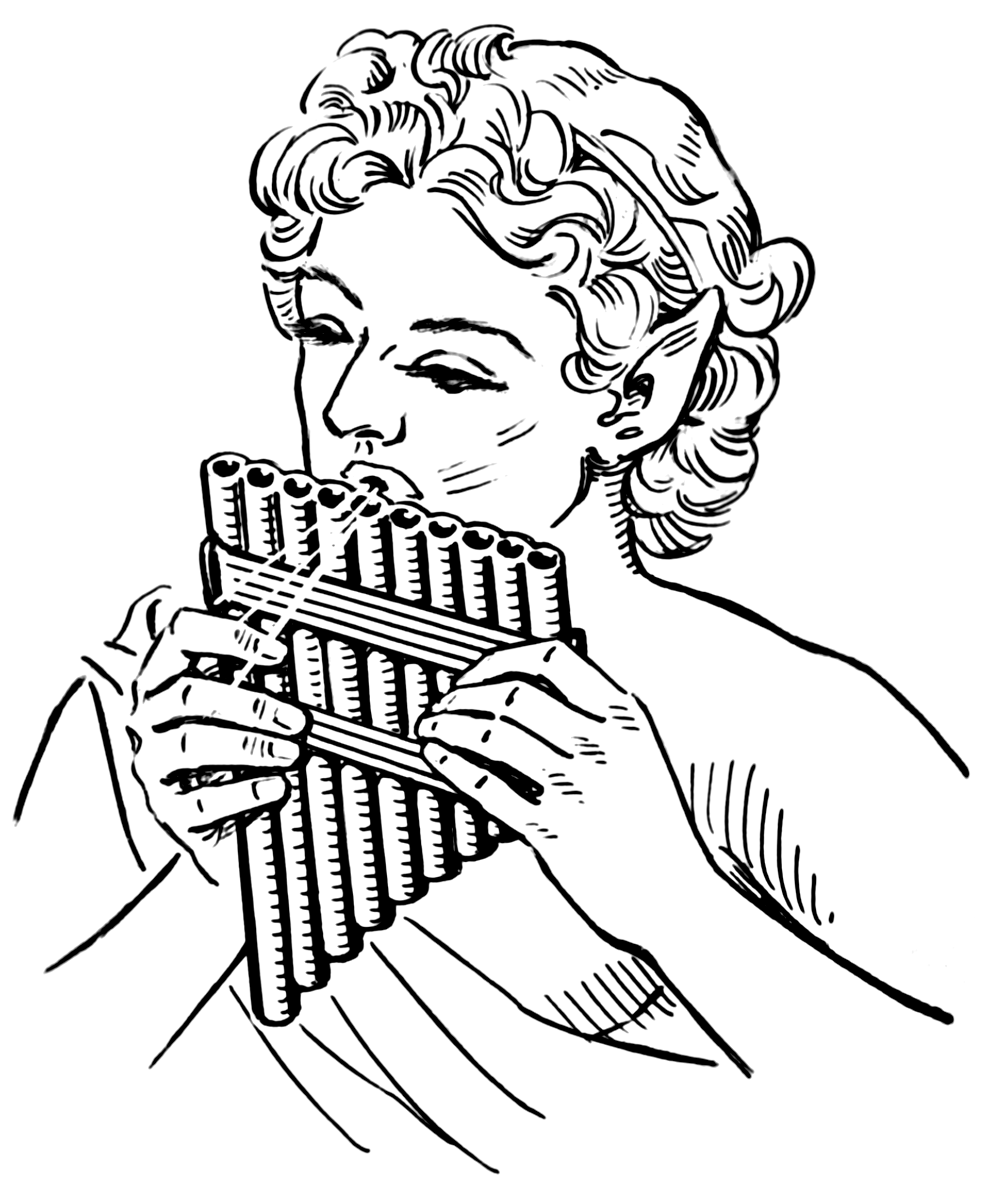
Alison Bechdel dessine ses personnages à l'encre noire, c'est ce qu'on appelle le « dessin au trait » (line art).

Fun Home est dessiné en noir (dessin au trait ou line art en anglais), avec une encre gris-vert délavé. Sean Wilsey écrit à ce propos que les cases dessinées par Alison Bechdel « combinent à la fois le détail et les compétences techniques de Robert Crumb comme le montre le sérieux, la grande complexité et l'innovation des illustrations qui ressemblent parfaitement au travail du dessinateur de bande dessinée américain ». Écrivant dans le Gay & Lesbian Review Worldwide, Diane Ellen Hamer oppose « l'habitude de Bechdel à dessiner ses personnages simplement et distinctement » au « souci du détail qu'elle consacre à l'arrière-plan, les émissions de télévision et les affiches sur le mur, sans parler de la complexité de la maison funéraire qui a dû être reproduite plusieurs fois. ». Bechdel déclare à un journaliste du The Comics Journal que la richesse de chaque arrière-plan de Fun Home a été très volontaire :

« Il est très important pour moi que les gens soient capables de lire les images de la même manière qu'ils suivent progressivement le texte. Je n'aime pas les images qui ne délivrent pas d'information en elles-mêmes. Je veux des images que vous avez besoin de lire, que vous avez à décoder, sur lesquelles vous marquez un temps et dans lesquelles vous vous impliquez. Sinon, à quoi cela servirait-il ? »

Bechdel a écrit et illustré Fun Home au cours de sept années. Son laborieux processus artistique a rendu la tâche de l'illustration lente. Elle a commencé chaque page en créant dans Adobe Illustrator un cadre sur lequel elle plaça le texte et ajouta les numéros des planches. Elle s'est également énormément photographiée pour ses nombreux dessins ; elle posait en effet pour chaque représentation de personnages en utilisant un appareil photo numérique destiné à archiver ses photographies,. Alison Bechdel se servait également de clichés pour ses éléments de références en arrière-plan : par exemple, pour illustrer une affiche représentant un feu d'artifice vu sur le toit de Greenwich Village le 4 juillet 1976 elle a utilisé Google Images pour trouver une photo des toitures de New York, prise à partir d'un bâtiment particulier de cette période,,. Elle a aussi soigneusement copié et dessiné à la main des photos de famille, des lettres, des cartes locales et des extraits de son journal de sa propre enfance. Tout cela a été incorporé dans son récit. Après avoir utilisé tout le matériel pour dessiner les cadres étroits dans la page, Bechdel, une fois la page terminée, copie l'illustration en ligne d'art sur une feuille de papier bristol, qu'elle numérise par la suite à partir de son ordinateur,. Le délavé d'encre gris-vert utilisé pour chaque planche a été ajouté sur une page séparée faite de papier aquarelle, et combiné avec l'image encrée à l'aide de Photoshop,. Bechdel a choisi cette couleur verdâtre de lavage pour sa souplesse et parce qu'elle avait « une sombre qualité élégiaque qui convenait à l'objet ». Bechdel attribue son perfectionnisme créatif à ses « incontrôlables troubles obsessionnels »,.

## Publication et accueil
Fun Home a d'abord été imprimé et relié par la maison d'édition Houghton Mifflin à Boston et à New York le 8 juin 2006. Cette édition, parue dans le New York Times, a fait partie de la New York Times Book Review pendant deux semaines en tant que best-seller, dans la période du 18 juin au 1er juillet 2006. Après cela, le livre continuait toujours à bien se vendre puisqu'en février 2007 on dénombrait 55 000 exemplaires en version imprimée vendus. Une version en livre de poche a été publiée aux éditions Random House au Royaume-Uni sous la direction des éditeurs britanniques Jonathan Cape le 14 septembre 2006. Houghton Mifflin a aussi publié une édition de poche sous la direction de la Mariner Books le 5 juin 2007,.
Pendant l'été 2006, une traduction française de Fun Home a été publiée en feuilleton dans le quotidien Libération, le même journal qui avait précédemment diffusé Persepolis de Marjane Satrapi. Cette traduction, effectuée par Corinne Julve et Lili Sztajn, a ensuite été publiée par les Éditions Denoël, collection « Denoël Graphic », le 26 octobre 2006. L'album a été traduit en français seulement quatre mois après sa sortie originale. En janvier 2007, Fun Home a fait partie de la sélection officielle du Festival d'Angoulême. Dans le même mois, les étudiants en anglais de l'Université de Tours ont parrainé une conférence universitaire sur le travail d'Alison Bechdel, avec des présentations à Paris et à Tours. Lors de cette conférence, Fun Home a été présenté sous plusieurs angles devant les examinateurs : comme contenant des « trajectoires » remplies de tension paradoxale, comme un texte en interaction avec des images, autrement dit un paratexte, et comme une recherche de sens pour symboliser les habits, comme une métaphore,,. Ces documents et d'autres sur Bechdel et son œuvre ont ensuite été publiés dans la revue à comité de lecture du GRAAT (Groupe de recherches anglo-américaines de Tours),.
Une traduction en italien a été publiée par RCS MediaGroup en janvier 2007, et une traduction en allemand a été publiée par Kiepenheuer et Witsch en janvier 2008. Le livre a également été traduit en hongrois, en coréen et en polonais et une traduction en chinois a été prévue pour la publication.
En octobre 2006, un résident de Marshall, dans le Missouri a tenté de faire censurer Fun Home ainsi que Blankets, manteau de neige de Craig Thompson, deux bandes dessinées autobiographiques, finalement retirées de la bibliothèque publique de la ville. Les partisans de la suppression de ces livres les caractérisaient comme étant « pornographiques », ces derniers exprimaient leur inquiétude au fait qu'ils seraient lus par des enfants. Le directeur de la bibliothèque publique de Marshall, Amy Crump, a défendu les livres expliquant que ceux-ci possèdent « une bonne réputation, favorisée par les excellentes critiques des revues et des journalistes » et que la tentative de retrait des volumes caractériserait une étape vers « la pente glissante de la censure »,. Le 11 octobre 2006, le conseil d'administration de la bibliothèque a nommé un comité chargé de créer une politique de sélection des livres et a retiré Fun Home et Blankets, manteau de neige de la circulation jusqu'à ce que la nouvelle politique soit approuvée,. Le comité a décidé de ne pas attribuer un label opposable ou d'isoler les albums par un système préjudiciable mais de présenter une politique de sélection des livres au conseil d'administration de la censure,. Le 14 mars 2007, le conseil d'administration de la Bibliothèque publique de Marshall a voté pour remettre à la fois Fun Home et Blankets, manteau de neige dans les rayons de la bibliothèque. Alison Bechdel décrit la tentative d'interdiction comme « un grand honneur » et explique l'incident comme « faisant partie de toute l'évolution de la forme graphique du roman ».
En 2008, un professeur à l'université d'Utah mit Fun Home sur le programme d'un cours de niveau intermédiaire d'anglais qu'il a intitulé « Introduction à la critique des formes littéraires anglaises ». Un étudiant opposé à ce devoir s'est vu donner une lecture de remplacement conformément à la politique de l'université et aux accommodements religieux. L'élève a ensuite contacté une organisation locale appelée « Plus de Pornographie » et qui a lancé une pétition en ligne demandant que le livre soit retiré du programme universitaire. Vincent Pecora, le président du département d'anglais de l'université, a défendu Fun Home et le professeur. L'université a déclaré qu'elle n'avait pas l'intention de retirer le livre du programme.

## Critiques et prix

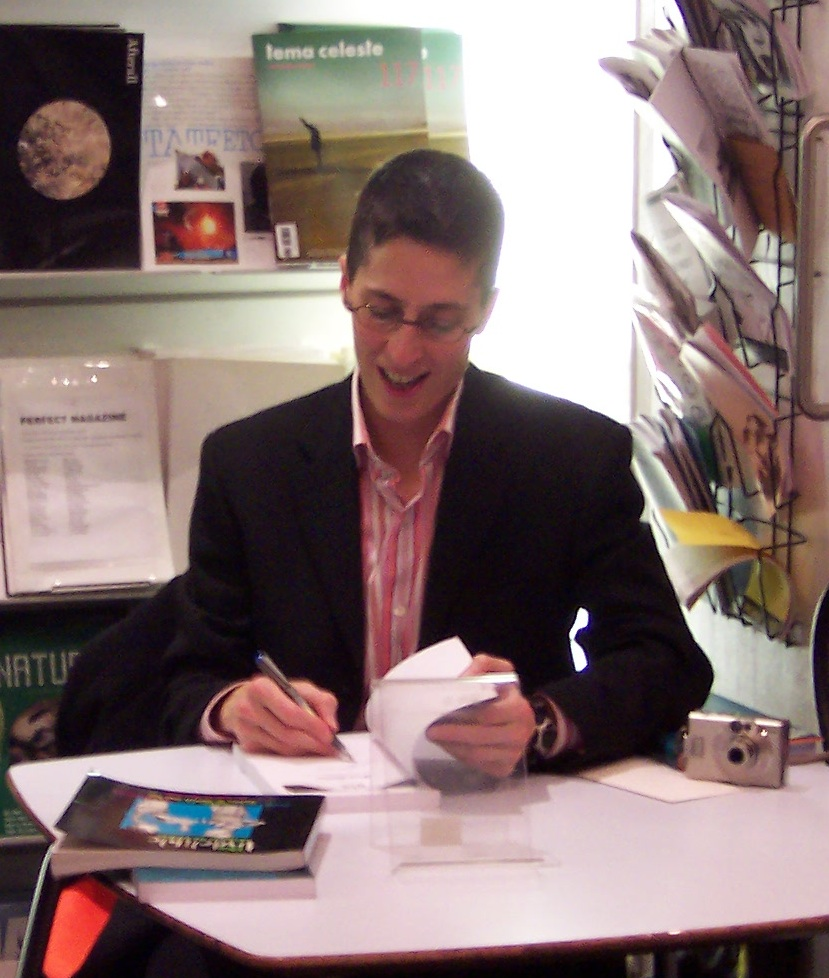
Alison Bechdel à Londres pour la signature de son album.

Fun Home a été accueilli de façon favorable dans de nombreuses publications. The Times de Londres décrit Fun Home comme « un livre profond et important » alors que The New York Times a publié deux critiques distinctes et un reportage sur le livre,,,,. Dans un des deux critiques du The New York Times, Sean Wilsey qualifie Fun Home de « travail de pionnier, qui pousse deux genres totalement différents (la bande dessinée et l'autobiographie) dans de multiples directions », et de « bande dessinée à l'intention des amoureux des mots ». Dans le Los Angeles Times, Jill Soloway salue le travail dans l'ensemble, mais observe que la prose de Bechdel, avec sa foule de références, est parfois « un peu opaque ». De même, un critique de la revue The Tyee a estimé que « l'insistance de la narratrice à relier son récit à celui des divers mythes grecs, romans américains et pièces de théâtre classiques », était « peu naturelle et exagérée. ». En revanche, le critique du The Seattle Times a apprécié l'utilisation de références littéraires dans l'ouvrage, y voyant une « érudition époustouflante ». The Village Voice déclare que Fun Home « montre avec quelle puissance et quelle économie de moyens la technique peut décrire un récit autobiographique. Avec ses deux moyens de narration (les images et les mots) qui ne sont pas simplement synchrones, la bande dessinée présente un langage narratif distinctif dans lequel une foule de renseignements peut être exprimée d'une manière très condensée ».
Plusieurs journaux et sites internet ont défini Fun Home comme l'un des meilleurs livres de l'année 2006 ; on compte parmi eux The New York Times, Amazon.com, The Times de Londres, le New York Magazine ainsi que Publishers Weekly,,,,,. Le site Salon.com a décerné à Fun Home le prix de best nonfiction debut of 2006 (« meilleure nouvelle histoire basée sur des faits réels de 2006 »), ajoutant : « Fun Home brille de mille regrets, de compassion, d'ennui, de frustration, de pitié et d'amour, généralement tout à la fois, et jamais sans une pénétrante et profonde ironie littéraire touchant à la tâche presque impossible qui consiste à rester fidèle à soi-même, et aux gens qui vous ont fait tel que vous êtes ». Entertainment Weekly dit qu'il est le meilleur livre documentaire de l'année, et Time nomme Fun Home comme étant le meilleur livre de l'année 2006, le décrivant comme « le plus improbable succès littéraire de l'année 2006 » et comme « un chef-d'œuvre basé sur deux personnes qui vivent dans la même maison, mais dans des mondes différents et qui se doivent des dettes mystérieuses les unes aux autres »,.
En France, le magazine Les Inrockuptibles évoque un « brillantissime ouvrage sur la mémoire et l’identité ». Chronic'art juge l'œuvre excellente. Le site ActuaBD salue un récit « dense et remarquablement écrit, [à la] structure narrative complexe » et au trait « fin et expressif ». Fluctuat.net décrit une bande-dessinée « à l'humour sombre et à la lucidité éblouissante, qui dépasse de loin sa fonction d'exorcisme personnel ». La Libre Belgique salue le travail d'Alison Bechdel en ces termes : « Il arrive qu’une ou deux fois par an on trouve entre ses mains une bande dessinée dont on se dit qu’elle fera date. Fun Home est de cette catégorie ».
Fun Home a été finaliste à l'édition 2006 du National Book Critics Award, dans la catégorie mémoires/autobiographies,. En 2007, Fun Home a remporté le Prix GLAAD Media pour la meilleure bande dessinée, le Stonewall Book Award pour une non-fiction, le Publishing Award Triangle-Judy Grahn Nonfiction et le prix Lambda Literary dans la catégorie « Lesbian Memoir and Biography »,,,. Fun Home a été nommé pour l'édition 2007 des prix Eisner dans deux catégories : « Meilleure série basée sur la réalité » et « Meilleur album ». Alison Bechdel a été nommé dans la catégorie « Meilleur scénariste/dessinateur ». Fun Home a finalement remporté le Eisner de la « Meilleure série basée sur la réalité ». En 2008, Entertainment Weekly a placé Fun Home au rang no 68 de sa liste des « New Classics », définie comme « les 100 meilleurs livres de 1983 à 2008 ». The Guardian inclus Fun Home dans sa série des « 1000 livres que tout le monde doit lire », constatant son « bien rendu » dans le moindre détail.
En 2009, Fun Home a été inscrit comme l'un des meilleurs livres des années 2000 par The Times de Londres, Entertainment Weekly (classé no 7 sur 10) et Salon.com et comme l'une des meilleures bande dessinée de la décennie par le « A.V. Club » du journal The Onion,. En 2010, la traduction suédoise a reçu le prix Urhunden du meilleur album étranger.

## Tentatives de bannissement

### 2006: Marshall, Missouri
En octobre 2006, un habitant de Marshall, dans le Missouri, a tenté de faire retirer Fun Home et Blankets de Craig Thompson de la bibliothèque publique de la ville. Les deux livres ont été retirés temporairement puis réintégrés par décision d'un comité mis en place spécialement,,. Bechdel a décrit la tentative d'interdiction comme « un grand honneur » et a décrit l'incident comme « faisant partie de l'évolution globale du roman graphique en tant que forme ».

### 2008: Université de l'Utah
En 2008, un enseignant de l'Université de l'Utah a placé Fun Home au programme d'un cours d'anglais de niveau intermédiaire, « Introduction critique aux formes littéraires anglophones ».  Un étudiant s'est opposé à la tâche et s'est vu proposer une lecture alternative conformément à la politique d'adaptation religieuse de l'université.  L'étudiant a ensuite contacté une organisation locale appelée « No More Pornography », qui a lancé une pétition en ligne demandant que le livre soit retiré du programme.  Vincent Pecora, le président du département d'anglais de l'université, a défendu Fun Home et l'enseignant.  L'université a déclaré qu'elle n'avait pas l'intention de retirer le livre. 

### 2013:Palmetto Family Council
En 2013, le Palmetto Family Council (en), un groupe conservateur de Caroline du Sud affilié à Focus on the Family et au Family Research Council, a contesté la présence de Fun Home comme ouvrage sélectionné pour les étudiants de première année du College of Charleston (en), la plus ancienne université de Caroline du Sud,,. 
Les représentants de l'établissement ont défendu le choix de Fun Home, soulignant que ses thèmes sont particulièrement appropriés pour les étudiants de première année. Cependant, sept mois plus tard, un des comités de la Chambre des représentants de Caroline du Sud, dirigé par les républicains, a réduit le financement du collège de 52 000 $, soit le coût du programme de lecture d'été, pour punir le collège d'avoir choisi Fun Home,. Garry Smith, qui a proposé les coupes, a déclaré qu'en choisissant Fun Home, l'université « promouvait le mode de vie gay et lesbien »,. Stephen Goldfinch, un autre partisan des coupes budgétaires, a déclaré : « Ce livre a bafoué la liberté des conservateurs. ... Enseigner avec ce livre et ses images va trop loin. » Bechdel a qualifié la réduction du financement de « triste et absurde » et a souligné que Fun Home « traite après tout du tribut que ce genre d'étroitesse d'esprit fait payer à la vie des gens. » La Chambre des représentants de l'État a ensuite voté au complet pour le maintien des coupes budgétaires. Suite à des protestations, notamment sous forme de lettre multi-organisations,, et à un débat de près d'une semaine au cours duquel Fun Home et Bechdel ont été comparés à l'esclavage, à Charles Manson et à Adolf Hitler, le Sénat de l'État a voté pour rétablir le financement, mais pour réorienter les fonds vers l'étude de la Constitution des États-Unis et des Federalist Papers ; l'université a également été tenue de fournir des livres alternatifs aux étudiants qui s'opposent à un devoir en raison d'une « croyance religieuse, morale ou culturelle »,,. La gouverneure Nikki Haley a approuvé la mesure budgétaire pénalisant l'université. 

### 2018: comté de Somerset, New Jersey
En 2018, des parents ont contesté la présence de Fun Home dans le programme du lycée régional de Watchung Hills, dans le comté de Somerset. La contestation a été écartée et le livre est resté à l’école. Un an plus tard, en mai 2019, une action en justice a été déposée contre les administrateurs de l'école demandant le retrait du livre. La poursuite affirmait que si le livre n'était pas retiré, « les mineurs subiront un préjudice irréparable et les lois du New Jersey seront violées ». Après la contestation du lycée Watchung Hills, les administrateurs du lycée voisin de North Hunterdon ont également retiré Fun Home de leurs bibliothèques, mais le livre a été réintroduit plus tard en février 2019.

### 2022: Wentzville, Missouri
En janvier 2022, le conseil de l'école de Wentzille, dans le Missouri, a voté à 4 voix contre 3 pour interdire Fun Home, allant à l'encontre du vote à 8 voix contre 1 du comité d'examen visant à conserver le livre dans les bibliothèques du district.  L'interdiction incluait également trois autres livres : All Boys Aren't Blue de George M. Johnson, The Bluest Eye de Toni Morrison et Heavy de Kiese Laymon . 

### 2022: Rapid City, Dakota du Sud
En mai 2022, des parents ont contesté la présence du livre dans les écoles de la région de Rapid City, affirmant qu'il était « pornographique » et que la présence de livres similaires à Fun Home dans les écoles constituait une « révolution marxiste ». Certains enseignants ont exprimé leur désaccord, car le livre représente les voix fortement marginalisées de la communauté LGBTQ+. Le conseil scolaire a décidé de retirer temporairement le livre. 

### Ouvrages utilisés
- Alison Bechdel, Fun Home : A Family Tragicomic, New York, Houghton Mifflin, 2006, 232 p. (ISBN 0-618-47794-2)

1. ↑  p. 36.
2. ↑  p. 11, 18, 21, 68–69, 71.
3. ↑  p. 58–59, 61, 71, 79, 94–95, 120.
4. ↑  p. 27–30, 59, 85.
5. ↑  p. 23, 27–29, 89, 116–117, 125, 232.
6. ↑  p. 58, 74-81.
7. ↑  p. 76, 80–81, 140–143, 148–149, 153, 157–159, 162, 168–174, 180–181, 183–186, 207, 214–215, 224.
8. ↑  p. 15.
9. ↑  p. 98.
10. ↑  p. 220–221.
11. ↑  p. 57-59, 86, 117, 230-232.
12. ↑  p. 67
13. ↑  p. 3–4, 231–232.
14. ↑  p. 34–35.
15. ↑  p. 27-28, 47-49.
16. ↑  p. 61–66, 84–86.
17. ↑  p. 66–67, 70–71.
18. ↑  p. 69-70.
19. ↑  p. 154–155, 157–158, 163–168, 175, 180, 186.
20. ↑  p. 92–97, 102, 105, 108–109, 113, 119–120.
21. ↑  p. 130–131, 146–147, 150.
22. ↑  p. 205, 207–208, 217–220, 224, 229.
23. ↑  p. 201–216, 221–223, 226, 228–231.
24. ↑  p. 10–11 (La vie est belle), p. 14 (1, rue Sésame), p. 15 (Smiley), p. 92 (Yogi l'ours), p. 130 (Batman), p. 174–175 (Bip Bip et Coyote), p. 181 (Richard Nixon), p. 131 et 193 (La Sœur volante).

### Autres sources
1. 1 2 3 4 5 6  (en) Lynn Emmert, « Life Drawing », The Comics Journal, Seattle, Washington, Fantagraphics Books, no 36,‎ avril 2007 (lire en ligne, consulté le 6 août 2007).
2. 1 2 3 4 5 6  (en) Margot Harrison, « Life Drawing », Seven Days,‎ 31 mai 2006 (lire en ligne, consulté le 7 août 2007).
3. ↑  (en) « Hardcover Nonfiction », The New York Times,‎ 9 juillet 2006 (lire en ligne, consulté le 18 décembre 2006) et (en) « Hardcover Nonfiction », The New York Times,‎ 16 juillet 2006 (lire en ligne, consulté le 18 décembre 2006).
4. 1 2 3 4  (en) Sean Wilsey, « The Things They Buried », Sunday Book Review,‎ 18 juin 2006 (lire en ligne, consulté le 7 août 2006).
5. 1 2 3  (en) Alison Bechdel, « News and Reviews », sur dykestowatchoutfor.com (consulté le 14 décembre 2009).
6. 1 2  (en) « The 2007 Eisner Awards: Winners List », sur San Diego Comic-Con website (consulté le 31 juillet 2007).
7. 1 2  (en) Alison Bechdel, « Tour de France », sur Blog d'Alison Bechdel, 26 juillet 2006 (consulté le 8 août 2007).
8. 1 2  (en) « Official 2007 Selection. Angoulême International Comics Festival » (consulté le 8 août 2007).
9. 1 2  (en) Juliette Cherbuliez, « There's No Place like (Fun) Home », Transatlantica,‎ 25 janvier 2007 (lire en ligne, consulté le 8 août 2007).
10. ↑  (en) Jane Tolmie, « Modernism, Memory and Desire: Queer Cultural Production in Alison Bechdel’s Fun Home », Topia: Canadian Journal of Cultural Studies, no 22,‎ 2009, p. 77-96.
11. ↑  (en) Julia Watson, « Autographic Disclosures and Genealogies of Desire in Alison Bechdel’s Fun Home », Biography, vol. 31, no 1,‎ 2008, p. 27-58.
12. 1 2  (en) Rachel Harper, « Library board approves new policy/Material selection policy created, controversial books returned to shelves », sur The Marshall Democrat-News, 15 mars 2007 (consulté le 15 mars 2007).
13. 1 2 3  (en) Hillary Chute, « Gothic Revival », The Village Voice,‎ 11 juillet 2006 (lire en ligne, consulté le 7 août 2006).
14. ↑  (en) Dirk Deppey, « 12 Days », The Comics Journal,‎ 17 janvier 2007 (lire en ligne, consulté le 16 août 2007).
15. ↑  (en) Alison Bechdel et Dena Seidel, Alison Bechdel's Graphic Narrative, Rutgers University Writers House, 2008 (lire en ligne).
16. 1 2 3 4  (en) Nancy K. Miller, « The Entangled Self: Genre Bondage in the Age of the Memoir », PMLA, vol. 122, no 2,‎ mars 2007, p. 543–544 (lire en ligne, consulté le 16 août 2007).
17. 1 2 3 4 5 6 7  (en) George Gene Gustines, « Fun Home: A Bittersweet Tale of Father and Daughter », The New York Times,‎ 26 juin 2006 (lire en ligne, consulté le 7 août 2006).
18. 1 2 3 4  (en) Diane Ellen Hamer, « My Father, My Self », Gay & Lesbian Review Worldwide, vol. 13, no 37,‎ mai 2006 (ISSN 1532-1118, lire en ligne, consulté le 16 août 2007).
19. 1 2 3  (en) Shauna Swartz, « Alison Bechdel's Life in the Fun Home », sur afterellen.com, 8 mai 2006 (consulté le 7 août 2007).
20. 1 2  (en) Carellin Brooks, « A Dyke to Watch Out For », The Tyee,‎ 23 août 2006 (lire en ligne, consulté le 7 août 2007).
21. ↑  (en) Lynn Emmert, « Life Drawing », The Comics JournalSeattle, Washington, Fantagraphics Books, no 282,‎ avril 2007, p. 47–48.
22. ↑  (en) Lynn Emmert, « Life Drawing », The Comics Journal of Seattle, Washington, Fantagraphics Books, no 282,‎ avril 2007, p. 45.
23. 1 2 3  (en) « Fun Home (fiche de l'ouvrage) », sur éditions Houghton Mifflin (consulté le 14 août 2007).
24. ↑  (en) « Comics Bestsellers : février 2007 », Publishers Weekly, 6 février 2007 (consulté le 14 août 2007).
25. ↑  (en) « Book Details for Fun Home », sur Random House UK website (consulté le 14 août 2007).
26. ↑  « Fun Home », sur Éditions Denoël (consulté le 8 août 2007).
27. ↑  (en) Karim Chabani, Double Trajectories : Crossing Lines in Fun Home, GRAAT (Tours : Université François Rabelais), mars 2007 (lire en ligne [PDF]).
28. ↑  (en) Agnès Muller, Image as Paratext in Alison Bechdel’s Fun Home, GRAAT (Tours : Université François Rabelais), mars 2007 (lire en ligne).
29. ↑  (en) Hélène Tison, Drag as metaphor and the quest for meaning in Alison Bechdel’s Fun Home : A Family Tragicomic, GRAAT (Tours : Université François Rabelais), mars 2007 (lire en ligne).
30. ↑  (en) Hélène Tison, Reading Alison Bechdel, GRAAT (Tours : Université François Rabelais), mars 2007 (lire en ligne).
31. ↑  « Groupe de recherches anglo-américaines de Tours », sur Université François-Rabelais, Tours (consulté le 21 août 2007).
32. ↑  (it) « Fun Home », RCS MediaGroup (consulté le 14 août 2009).
33. ↑  (it) « Libro Fun Home », Libraria Rizzoli. RCS MediaGroup (consulté le 14 août 2009).
34. ↑  (de) « Fun Home », Kiepenheuer et Witsch (consulté le 16 avril 2008).
35. ↑  (pl) « Fun Home. Tragikomiks rodzinny », Abiekt.pl (consulté le 9 octobre 2008).
36. ↑  (en) Alison Bechdel, « China, translated », dykestowatchoutfor.com, 14 août 2008 (consulté le 14 août 2008).
37. 1 2  (en) Zach Sims, « Library trustees to hold hearing on novels », sur The Marshall Democrat-News, 3 octobre 2006 (consulté le 8 octobre 2006).
38. 1 2  (en) Zach Sims, « Library board hears complaints about books/Decision scheduled for Oct. 11 meeting », sur The Marshall Democrat-News, 5 octobre 2006 (consulté le 8 octobre 2006).
39. ↑  (en) Matt Brady, « Marshall Libaray Board Votes to Adopt Materials Selection Policy », sur Newsarama, 12 octobre 2006 (consulté le 12 octobre 2006).
40. ↑  (en) Zach Sims, « Library board votes to remove 2 books while policy for acquisitions developed », sur The Marshall Democrat-News, 12 octobre 2006 (consulté le 12 octobre 2006).
41. ↑  (en) Rachel Harper, « Library board ready to approve new materials selection policy », sur The Marshall Democrat-News, 25 janvier 2007 (consulté le 26 janvier 2007).
42. ↑  (en) Rachel Harper, « Library policy has first reading », sur The Marshall Democrat-News, 8 février 2007 (consulté le 5 mars 2007).
43. 1 2  (en) JoSelle Vanderhooft, « Anti-Porn Group Challenges Gay Graphic Novel », sur QSaltLake, 7 avril 200 (consulté le 16 avril 2008).
44. 1 2 3  (en) Sarah Dallof, « Students protesting book used in English class », sur KSL-TV, 27 mars 2008 (consulté le 16 avril 2008).
45. ↑  (en) Douglas Wolk, « Fun Home », sur Salon.com, 5 juin 2006 (consulté le 12 août 2006).
46. ↑  (en) Margaret Reynolds, « Images of the fragile self », sur The Times, 16 septembre 2006 (consulté le 7 août 2007).
47. ↑  (en) Ginia Bellafante, « Twenty Years Later, the Walls Still Talk », sur The New York Times, 3 août 2006 (consulté le 7 août 2007).
48. ↑  (en) Jill Soloway, « Skeletons in the closet », sur Los Angeles Times, juin 2006 (consulté le 1er août 2007).
49. ↑  (en) Richard Pachter, « 'Fun Home': Sketches of a family circus », sur The Seattle Times, 16 juin 2006 (consulté le 9 août 2007).
50. ↑  (en) « 100 Notable Books of the Year », sur Sunday Book Review (The New York Times), 3 décembre 2006 (consulté le 12 décembre 2006).
51. ↑  (en) « Best Books of 2006: Editors' Top 50 », sur Amazon.com (consulté le 12 décembre 2006).
52. ↑  (en) « Best of 2006 Top 10 Editors' Picks: Memoirs », sur Amazon.com (consulté le 18 décembre 2006).
53. ↑  (en) Tom Gatti, « The 10 best books of 2006: number 10 — Fun Home », sur The Times, 16 décembre 2006 (consulté le 18 décembre 2006).
54. ↑  (en) Christopher Bonanos, Logan Hill, Jim Holt et al., « The Year in Books », sur New York Magazine, 18 décembre 2006 (consulté le 12 décembre 2006).
55. ↑  (en) « The First Annual PW Comics Week Critic's Poll », sur Publishers Weekly Online (Publishers Weekly), 19 décembre 2006 (consulté le 19 décembre 2006).
56. ↑  (en) Laura Miller et Hillary Frey, « Best debuts of 2006 », sur Salon.com, 12 décembre 2006 (consulté le 12 décembre 2006).
57. ↑  (en) Jennifer Reese, « Literature of the Year », sur Entertainment Weekly, 29 décembre 2006 (consulté le 6 août 2007).
58. ↑  (en) Lev Grossman et Richard Lacayo, « 10 Best Books », sur Time.com, 17 décembre 2006 (consulté le 18 décembre 2006).
59. 1 2  « Fiche du livre », sur denoel.fr (consulté le 10 mai 2010).
60. ↑  « Angoulême 2007 : un nouvel espoir », sur chronicart.com (consulté le 10 mai 2010).
61. ↑  « Fun Home une autobiographie à la structure narrative complexe », sur actuabd.com (consulté le 10 mai 2010).
62. ↑  « Fun Home une tragicomédie familiale », sur livres.fluctuat.net (consulté le 10 mai 2010).
63. ↑  (en) Josh Getlin, « Book Critics Circle nominees declared », sur Los Angeles Times, 21 janvier 2007 (consulté le 22 janvier 2007).
64. ↑  (en) « NBCC Awards Finalists », sur National Book Critics Award (consulté le 22 janvier 2007).
65. ↑  (en) « 18th Annual GLAAD Media Awards in San Francisco » (consulté le 15 avril 2009).
66. ↑  (en) « Holleran, Bechdel Win 2007 Prix du livre Stonewall » [PDF], sur American Library Association, 22 janvier 2007 (consulté le 24 janvier 2007), p. 4.
67. ↑  (en) « Alison Bechdel parmi les gagnants Triangle », sur The Standard Book, 8 mai 2007 (consulté le 9 mai 2007), p. 1.
68. ↑  (en) « Prix littéraires Lambda annoncent les gagnants », sur Fondation Lambda Literary (consulté le 5 juin 2007).
69. ↑  (en) « The Eisner Awards 2007: 2007 candidatures Master List », sur San Diego Comic-Con site Web (consulté le 31 juillet 2007).
70. ↑  (en) « Les nouveaux classiques: Livres », sur Entertainment Weekly, 27 juin 200 (consulté le 22 juin 2008).
71. ↑  (en) Craig Taylor, 1000 livres que tout le monde doit lire: Les romans meilleurs graphistes, sur guardian.co.uk, 20 janvier 2009 (consulté le 20 janvier 2009).
72. ↑  (en) Les 100 meilleurs livres de la Décennie, sur The Times, 14 novembre 2009 (consulté le 14 décembre 2009).
73. ↑  (en) Livres : les 10 meilleurs de la décennie, sur Entertainment Weekly, 3 décembre 2009 (consulté le 14 décembre 2009).
74. ↑  (en) Laura Miller, Les meilleurs livres de la décennie, sur Salon.com, 9 décembre 200 (consulté le 14 décembre 2009).
75. ↑  (en) Zack Handlen, Jason Heller, Noel Murray et al., « Les meilleures BD des années 2000 », sur The Onion, 24 novembre 2009 (consulté le 14 décembre 2009).
76. ↑  Zach Sims, « Library trustees to hold hearing on novels », The Marshall Democrat-News,‎ 3 octobre 2006 (lire en ligne [archive du 13 septembre 2016], consulté le 8 octobre 2006)
77. ↑  (en) Brady, « Marshall Library Board Votes to Adopt Materials Selection Policy » [archive du 19 novembre 2006], Newsarama, 12 octobre 2006 (consulté le 12 octobre 2006)
78. ↑  Zach Sims, « Library board votes to remove 2 books while policy for acquisitions developed », The Marshall Democrat-News,‎ 12 octobre 2006 (lire en ligne [archive du 9 mars 2016], consulté le 12 octobre 2006)
79. ↑  Rachel Harper, « Library board approves new policy/Material selection policy created, controversial books returned to shelves », The Marshall Democrat-News,‎ 15 mars 2007 (lire en ligne [archive du 1er décembre 2017], consulté le 15 mars 2007)
80. 1 2  JoSelle Vanderhooft, « Anti-Porn Group Challenges Gay Graphic Novel », QSaltLake,‎ 7 avril 2008 (lire en ligne, consulté le 28 juillet 2013)
81. 1 2 3  Sarah Dallof, « Students protesting book used in English class », KSL-TV,‎ 27 mars 2008 (lire en ligne, consulté le 16 avril 2008)
82. 1 2  Diane Knich, « Palmetto Family conservative group concerned about College of Charleston's freshman book selection », The Post and Courier,‎ 25 juillet 2013 (lire en ligne, consulté le 28 juillet 2013)
83. ↑  Associated Press, « College of Charleston freshman book questioned », WCIV,‎ 26 juillet 2013 (lire en ligne, consulté le 28 juillet 2013)
84. ↑  Paul Bowers, « CofC freshman book ruffles conservative group's feathers », Charleston City Paper,‎ 26 juillet 2013 (lire en ligne, consulté le 28 juillet 2013)
85. ↑  Seanna Adcox, Associated Press, « SC lawmakers vote to punish colleges' book choices », San Francisco Chronicle,‎ 19 février 2014 (lire en ligne, consulté le 21 février 2014)
86. 1 2  Jeremy Borden, « Palmetto Sunrise: College of Charleston dollars cut for 'promotion of lesbians' », The Post and Courier, Charleston, SC,‎ 20 février 2014 (lire en ligne [archive du 21 février 2014], consulté le 21 février 2014)
87. ↑  Molly Driscoll, « Alison Bechdel's memoir 'Fun Home' runs into trouble with the South Carolina House of Representatives », The Christian Science Monitor, Boston,‎ 28 février 2014 (lire en ligne, consulté le 11 mars 2014)
88. ↑  Andrew Shain, « Lawmakers to S.C. colleges: Choose freedom or funding », The State, Columbia, SC, McClatchy,‎ 15 mars 2014 (lire en ligne [archive du 25 mars 2014], consulté le 25 mars 2014)
89. ↑  Rachel Deahl, « Bechdel Reacts to 'Fun Home' Controversy in So. Carolina », Publishers Weekly,‎ 26 février 2014 (lire en ligne, consulté le 11 mars 2014)
90. ↑  Seanna Adcox, Associated Press, « SC House refuses to restore college cuts for books », San Francisco Chronicle,‎ 10 mars 2014 (lire en ligne, consulté le 11 mars 2014)
91. ↑  Cuthbert Langley, « ACLU enters "College Reads!" debate as State Rep. apologizes for harsh email », WCBD-TV, Charleston, SC, Media General,‎ 18 mars 2014 (lire en ligne [archive du 25 mars 2014], consulté le 25 mars 2014)
92. ↑  Hugh Armitage, « South Carolina warned over "unconstitutional" Fun Home uni cuts », Digital Spy, London, Hearst Magazines UK,‎ 24 mars 2014 (lire en ligne, consulté le 25 mars 2014)
93. ↑  Tyler Kingkade, « These College Budget Cuts Risk Violating The First Amendment, State Lawmakers Are Warned », Huffington Post, New York,‎ 18 mars 2014 (lire en ligne, consulté le 25 mars 2014)
94. ↑  Jeremy Borden, « Sen. Brad Hutto filibuster delays decision on College of Charleston 'Fun Home' budget cuts; GOP calls book pornography », The Post and Courier, Charleston, SC, Evening Post Industries,‎ 7 mai 2014 (lire en ligne, consulté le 15 mai 2014)
95. ↑  Jeremy Borden, « S.C. Senate votes to fund teaching U.S. Constitution as compromise on book cuts at College of Charleston », The Post and Courier, Charleston, SC, Evening Post Industries,‎ 13 mai 2014 (lire en ligne, consulté le 15 mai 2014)
96. ↑  Harriet McLeod, Reuters, « South Carolina Senate won't cut college budgets over gay-themed books », Business Insider,‎ 13 mai 2014 (lire en ligne, consulté le 15 mai 2014)
97. ↑  Andy Thomason, « S.C. Governor Upholds Penalties for Gay-Themed Books in State Budget », The Chronicle of Higher Education, Washington, DC,‎ 16 juin 2014 (lire en ligne, consulté le 2 juillet 2014)
98. ↑  (en-US) « Lawsuit Demands Fun Home Removed | Comic Book Legal Defense Fund », 15 mai 2019 (consulté le 15 décembre 2019)
99. ↑  (en-US) « Victory! Fun Home Restored in New Jersey High Schools | Comic Book Legal Defense Fund », 26 février 2019 (consulté le 15 décembre 2019)
100. 1 2  (en) Schaub, « Missouri School District Bans Toni Morrison Book », Kirkus Reviews, 25 janvier 2022 (consulté le 26 janvier 2022)
101. ↑  (en-US) Grossman, « South Dakotans flame school board meeting over 'pornographic' books: 'This is the Marxist global revolution' », Fox News, 5 mai 2022 (consulté le 6 mai 2022)